# Аронов, Андрей Романович
Андрей Романович Аронов (12 ноября 1999, Мирный, Якутия, Россия) — российский и киргизский борец вольного стиля. Чемпион Кыргызстана.

## Спортивная карьера
В январе 2020 года стал чемпионом Кыргыстана. 31 августа 2021 года ему было присвоено звание мастер спорта России. В декабре 2021 в Москве стал победителем первого чемпионата России по пляжной борьбе. В январе 2024 года во второй раз стал чемпионом Кыргызстана. В начале апреля 2024 года стало известно, что Аронов выступит на чемпионате Азии в Бишкеке.

## Достижения
- Чемпионат Кыргызстана по вольной борьбе 2020 — ;
- Чемпионат Кыргызстана по вольной борьбе 2024 — ;

## Личная жизнь
Мать Аронова родом из села Ивановка Чуйской области. Является студентом экономического факультета Арктического государственного агротехнологического университета.